# Lucia Anton
Lucia Anton (n. 15 august 1915, Cârligu Mare, România – d. 3 martie 2007, București, România) a fost o monteuză de film română.

## Biografie
Lucia Anton s-a născut în 15 august 1915 în satul Glodeanu Cârlig din județul Buzău. După absolvirea cusurilor primare și gimnaziale, a urmat liceul la Buzău și apoi Facultatea de Matematică din cadrul Universității București, pe care a absolvit-o în 1938. Începând din 1941 a lucrat la Oficiul Național al Cinematografiei, fiind și profesoară de montaj în perioada 1950-1956.
În 1942 i-a cunoscut pe monteuza Yvonne Hérault și pe regizorul Jean Georgescu, de la care a învățat primele elemente de montaj. În perioada 1952-1954 a predat un curs de montaj la Liceul Tehnic de Cinematografie și a colaborat în acest context cu Dan Naum, Iolanda Mîntulescu, Gabriela Nasta, Eugenia Naghi. A colaborat cu regizorul Mircea Drăgan la filmele Ștefan cel Mare și Cuibul salamandrelor și cu regizorul Mihai Constantinescu la filmele Despre o anume fericire și Tată de duminică.

## Premii
Lucia Anton a obținut Premiul pentru montaj al ACIN în 1972 pentru filmele Puterea și adevărul și Felix și Otilia și apoi Premiul pentru întreaga activitate al UCIN (succesoarea ACIN) în 1990. În 2002 ea s-a aflat pe lista premianților în Gala Filmului Românesc, realizată de Centrul Național al Cinematografiei, alături de alți creatori de imagine și montaj de film.

## Filmografie
Lucia Anton a realizat montajul pentru o serie de filme artistice și documentare românești:

### Filme documentare
- Ajutorul de iarnă (1941)
- Ajutorul de iarnă: Ziua ostașului – Familiile luptătorilor și invalizilor (1942)
- Cultivați zarzavaturi (1942)
- Sub semnul bunului samaritean (1942)
- Vizita Nunțiului apostolic în lagarele de prizonieri sovietici (1942) – asistent montaj
- Atelierele de confecțiuni ale Armatei (1943) – asistent montaj
- În numele crucii și al carității (1943) – asistent montaj
- În slujba eroilor și aproapelui (1943) – asistent montaj
- Spre biruință / Vulturașii (1943)
- Grădinile Capitalei 1943 (1943)
- Crucea Roșie Română (1943)
- Darul vostru e dar ceresc! (1943)
- Muzeul Satului (1943)
- O zi de târg la Sighișoara (1943)
- Pomicultura (1943)
- Prepararea brânzei (1943)
- Școala de dans Liciu (1943)
- Școala în aer liber (1943)
- Școala Regina Maria (1943)
- Sculptori români (1943)
- Tabăra de studente de la Păulești (1943)
- Von Bukarest nach Kronstadt / De la București la Brașov (1943)
- Cetatea Deva (1944)
- Dans „Mercedes Pavelici” (1944)
- Dans „Vera Proca-Ciortea” (1944)
- Lucrări agricole (1944)
- Stuful în Delta Dunării: Celofibra din stuf / Stuful în Delta Dunării (1944)
- Trandafirii Bucureștiului (1944)
- Visul unei nopți de vară (1944)
- De vorbă cu frații plugari (1945)
- Rapsodia rustică (1945)
- Cântecul brazdei (1945)
- Împrumutul de aur (1945)
- Jocuri din bătrâni (1945)
- Primul 1 Mai liber – 1 Mai 1945 / 1 Mai 1945 (1945)
- Reforma agrară (1945)
- Ultima coborâre (1945)
- Un an de activitate Arlus / ARLUS – un an de activitate (1945)
- La clacă (1946)
- În permisie (1946)
- Poporul român în lupta pentru democrație / Lupta poporului român pentru democrație (1946)
- Copiii noștri (1946)
- Seceta (1946)
- Ziua prieteniei româno-sovietice (1946)
- Vizita delegatiei guvernamentale iugoslave / Vizita Mareșalului Iosip Broz Tito în România (1948)
- Vizita delegației guvernamentale maghiare la București (1948)
- Vizita delegației guvernamentale bulgare în frunte cu Gheorghi Dimitrov în București (1948)
- Ziua Scânteii (1948)
- Cu fruntea în soare (1948)
- Alegerile din 28 martie pentru Marea Adunare Națională (1948)
- Anul 1848, realizat după stampele vremii (1948)
- Săptămâna prieteniei româno-sovietice 1947 (1948)
- Petrolul (1949) – asistent montaj
- Toamna în deltă (1951)

### Filme artistice
- O noapte furtunoasă (1942)
- Visul unei nopți de iarnă (1946)
- Răsună valea (1950)[9]
- Cum e Sfatul e și satul (1953)
- Cu Marincea e ceva (1954)[10]
- După concurs (1955)
- Avalanșa (1959)
- Viața nu iartă (1959)
- Doi vecini (1959)[11]
- Nu vreau să mă însor (1961)
- Vacanță la mare (1963)[12]
- Un surîs în plină vară (1964)
- Dragoste la zero grade (1964)
- Doi băieți ca pîinea caldă (1965) – împreună cu Eugenia Naghi[13]
- La porțile pămîntului (1966)
- Zodia Fecioarei (1967)[14]
- Gioconda fără surîs (1968)
- Canarul și viscolul (1970)
- Serata (1971)[15]
- Puterea și adevărul (1972)
- Felix și Otilia (1972)
- Zestrea (1973)
- Despre o anumită fericire (1973)
- Departe de Tipperary (1973)
- Trecătoarele iubiri (1974)
- Ștefan cel Mare - Vaslui 1475 (1975)
- Tată de duminică (1975)
- Cuibul salamandrelor (1977)[16][17]
- Aurel Vlaicu (1978)

## Premii
- Premiul pentru montaj al Asociației Cineaștilor din România (ACIN) (1972) pentru filmele Puterea și adevărul și Felix și Otilia[4]
- Premiul pentru întreaga activitate al Uniunii Cineaștilor din România (UCIN) „pentru contributia la dezvoltarea montajului de film românesc”[5]